# فریکی علی
فریکی علی یا علی عجول (به انگلیسی: Freaky Ali) فیلمی هندی محصول سال ۲۰۱۶ و به کارگردانی سهیل خان است. در این فیلم بازیگرانی همچون نوازالدین صدیقی، ارباز خان، ایمی جکسون، نیکیتین دیر، آصف باسرا، سیما بیسواس و جکی شروف ایفای نقش کرده‌اند. این فیلم بازسازی فیلم هپی گیلمور است.